# Premi Unión de Actores al millor actor de repartiment de televisió
El Premi a la millor actor de repartiment en la seva secció de televisió lliurat per la Unión de Actores y Actrices reconeix la millor interpretació d'una actor principal dins d'una sèrie de televisió. Es ve lliurant des de 2002, ja que entre 1991 i 2001 es va lliurar un únic premi al millor interpretació de repartiment, sense distingir entre masculina i femenina.

## Guardonats

### Dècada de 2000
| Guanyador | Candidats                                                            | |
| 2002      | 2002                                                                 | 2002 |
| --------- | -------------------------------------------------------------------- | --- |
|           | Luis Cuenca per Federico' a Cuéntame cómo pasó                       | - Bruto Pomeroy per Agente Sabino García a El comisario - Javier Corral per Andrés a Living Lavapiés     |
| 2003      |                                                                      | |
|           | Tony Leblanc per Cervan a Cuéntame cómo pasó                         | - Manolo Caro per Paquillo a Los Serrano - Mario Martín per Román Fernández a Un paso adelante           |
| 2004      |                                                                      | |
|           | Guillermo Ortega per Paco a Aquí no hay quien viva                   | - José Luis Alcobendas per Bernabé a Cuéntame cómo pasó - Félix Corcuera per Quique a Cuéntame cómo pasó |
| 2005      |                                                                      | |
|           | Daniel Albaladejo per Benito Avendaño a Camera Café                  | - Joaquín Climent per Pascual Moreno a El comisario - Diego París per El Loco a Maneras de sobrevivir    |
| 2006      |                                                                      | |
|           | Víctor Clavijo (1) per Nicolás a Mujeres                             | - Joaquín Climent per Pascual Moreno a El comisario - Quique Hernández per Ferdy a Vientos de agua       |
| 2007      |                                                                      | |
|           | José Luis Alcobendas per Andrés Castilla a Amar en tiempos revueltos | - Jacobo Dicenta per Jesús Silva a Desaparecida - Félix Gómez per Nino Moro Galán a Herederos            |
| 2008      |                                                                      | |
|           | Luis Varela per Gregorio Antúnez a Camera Café                       | - Carlos Santos per Povedilla a Los hombres de Paco - Juan Díaz per El Buco a Sin tetas no hay paraíso   |
| 2009      |                                                                      | |
|           | Juan Meseguer per Álvaro de Viana a La señora                        | - Alberto Rubio per Hermosilla a La señora - Alberto Amarilla per Álex de la Torre a Acusados            |

### Década de 2010
| Guanyadora | Candidates                                                      | |
| 2010       | 2010                                                            | 2010 |
| ---------- | --------------------------------------------------------------- | --- |
|            | Secun de la Rosa per Antonio (Tony) Colmenero a Aída            | - Mario Pardo per Damián Valdés a Tierra de lobos - Juan Codina per Fidel a Tierra de lobos                        |
| 2011       |                                                                 | |
|            | Álex Angulo per Antonio Prado a República                       | - Sergio Peris Mencheta per Capitán Ugarte a Tierra de lobos - Víctor Clavijo per Fernando Alcázar a República     |
| 2012       |                                                                 | |
|            | Joaquín Climent por Trino Muñoz en Amar en tiempos revueltos    | - Canco Rodríguez per Barajas a Aída - Paco Manzanedo per Jesús Guerrero a La fuga                                 |
| 2013       |                                                                 | |
|            | Tristán Ulloa per Beigbeder a El tiempo entre costuras          | - Álvaro Monje per Joan II de Portugal a Isabel - Alfonso Lara per Lorenzo Badoz a Isabel                          |
| 2014       |                                                                 | |
|            | Carlos Hipólito per Chema Martínez a Hermanos                   | - Jaime Blanch per Patricio Valdés a Amar es para siempre - Jorge Usón per Lucas Berdún a B&b, de boca en boca     |
| 2015       |                                                                 | |
|            | Ángel Ruiz per Federico García Lorca a El Ministerio del Tiempo | - Diego Martín per Enrique Otegui a Velvet - Víctor Clavijo per Lope de Vega a El Ministerio del Tiempo            |
| 2016       |                                                                 | |
|            | Adrián Lastra per Pedro Infantes a Velvet                       | - Carlos Hipólito per Felip II d'Espanya a El Ministerio del Tiempo - Carlos Bardem per Paco Cadenas a La embajada |
| 2017       |                                                                 | |
|            | Víctor Clavijo (2) per Lope de Vega a El Ministerio del Tiempo  | - Jaime Lorente per Denver a La casa de papel - José Troncoso per Carmelo a Gym Tony                               |
| 2018       |                                                                 | |
|            | Julián Villagrán per Floren a Arde Madrid                       | - Borja Maestre per Manuel Ortiz a Amar es para siempre - Jesús Castejón per Denver a Vis a vis                    |